# Wehrersatzbezirk
Wehrersatzbezirke waren im nationalsozialistischen Deutschland territoriale Verwaltungseinheiten im Bereich des Ersatzwesens, zur Koordination zwischen der Wehrmacht und den Verwaltungsbehörden. Sie dienten der internen Verwaltung und Überwachung der Wehrpflicht. Die Wehrersatzbezirke bildeten die mittlere Verwaltungsebene unterhalb der Ebene des Wehrkreises. Ein Wehrkreis umfasste im Regelfall mehrere Wehrersatzbezirke, denen wiederum jeweils mehrere Wehrbezirkskommandos unterstellt waren.